# Mizzi (ouléma)
Pour les articles homonymes, voir Mizzi.
Mizzi (en arabe : المزّي, Al-Mizzi), né le 7 mai 1256 près d'Alep et mort de la peste le 28 juillet 1341, est un ouléma et mouhaddith syrien.

## Identité
Son ism (prénom) est Youssouf et son konya (surnom) Abou-al-Hadjdjadj. Son nasab (filiation) est Youssouf ibn al-Zaki Abd-al-Rahman ibn Youssouf. Ses nisbas (origine) el-Kalbi et al-Koudaï indique qu'il vient de la tribu des Banu Kalb, dont le fondateur légendaire est Kouda, et el-Mizzi indique qu'il a vécu à Mizza (Syrie). Son lakab (nom honorifique) est Djamal al-Din (litt. « Lumière de la foi »).

## Biographie
Mizzi naît près d’Alep le 7 mai 1256, et ses parents déménagent à Mizza, un riche village dans l’ouest de Damas. Au village, il étudie le Coran et le fiqh, et entame une carrière de mouhaddith auprès des maîtres de son temps ; Mizzi a alors vingt ans. Le jeune homme part à la collecte de hadiths dans le Moyen-Orient (Syrie-Palestine, Égypte, Hedjaz), devenant l’un des plus grands experts en hadith du monde musulman.
À partir de 1319, Mizzi est à la tête du Dar al-Hadith al-Ashrafiyya, une des plus grandes écoles coraniques de Damas. Mizzi enseigne à Damas jusqu’à sa mort de la peste le 28 juillet 1341. Sa fille Zaynab avait épousé Ibn Kathir.

### Liens avec Ibn Taymiyya
L’un de ses condisciples les plus importants est Ibn Taymiyya (1263-1328), avec qui il nouera une grande amitié. C’est probablement parce que Mizzi eut des contacts avec des cercles soufis controversés, dont il s’écartera, qu’Ibn Taymiyya mit en garde contre le soufisme.
Avant d’être accepté dans l’école coranique, Mizzi dut accepter le crédo d’Achari. En dépit de cela, il se fit beaucoup d’adversaires qui mirent en doute sa sincérité et l'accusèrent d’avoir été « corrompu » par Ibn Taymiyya. S’il appartenait à l’école juridique chaféite, Mizzi prit parti en faveur des nouvelles idées d’Ibn Taymiyya, ce qui l'a même conduit pendant une courte période en prison.